# 京都府農林水産技術センター 海洋センター
京都府立農林水産技術センター海洋センター（きょうとふりつのうりんすいさんぎじゅつセンターかいようセンター）は、京都府における水産業の研究・指導を目的として設置された京都府立の研究所。本場は京都府宮津市にある。海洋センターではあるが、内水面漁業の試験等も行っており、また海洋センターの名が示すとおり、水産技師・海事技師（調査船の運行をする船員）の他、環境技師も在籍する。すぐ近所には、国営の栽培漁業センターも隣接している。
京都府の漁業は日本海側に面しているため、隣接する大阪府や滋賀県の水産関係部署よりも、福井県や兵庫県、鳥取県の水産関係部署との連携が強い。1899年（明治32年）に宮津市字柳縄手に設置された京都府水産講習所が始まりである。

## 組織
組織の長は所長である。
- 本所：京都府宮津市小田宿野1029-3
  - 業務部：総務および調査船の運行を担当。
  - 海洋調査部：京都府沿岸海域の水温・塩分・流れなどの漁場環境を把握するための調査の他、（アジ・サバ・イワシなどの）浮魚類の動向の把握調査。定置網の漁具性能に関する調査。漁場生産力に関する調査。定地水温観測業務を担当。
  - 海洋生物部：トリガイ・イワガキの養殖用種苗の生産および、海藻類やアワビ・サザエなどの磯根資源を対象とした試験研究・養殖技術の開発の他、内水面漁業に関する事および、魚病対策・防疫などを担当。
- 京都府水産事務所
  - 所在地：京都府宮津市字鶴賀2062：漁業免許・認可などの漁政や、水産業の改良普及を担当する、京都府の水産関係部署で（海洋センターを除けば）本庁水産課を除けば、唯一の水産関係の出先機関。

## 沿革
- 1899年（明治32年） - 宮津市字柳縄手に京都府水産講習所として開所。
- 1906年（明治39年） - 宮津市字鶴賀（現在の水産事務所所在地）に新築移転。
- 1942年（昭和17年） - 京都府水産試験場に改称。
- 1976年（昭和51年） - 京都府立海洋センターに改称し、現在地に移転。
- 1988年（昭和63年） - 栽培漁業指導船・みさき（FRP製・17t）を建造。
- 1997年（平成9年） - 海洋調査船・3代目平安丸（鋼製・183t）を建造。
- 2009年（平成21年） - 組織再編により、京都府農林水産技術センター海洋センターに改称。

## 市販出版物
- 『丹後の魚ウオッチング』 京都新聞社、1983年。
- 『海と生きる』 行路社、1997年。
- 『丹後の海に学ぶ-京のお魚大集合』 京都新聞出版センター、2005年。

## 所有特許
- トリガイの新品種の作出方法（特許登録番号：No.4078651）

## 現在の主要研究対象生物
- 松葉ガニ
- アカガレイ
- ぐじ（アカアマダイ）
- トリガイ
- イワガキ
- キタムラサキウニ
- ホンダワラ
- アワビ
- アラメ
- アユ